# 丹尼尔·莱昂斯
丹尼尔·莱昂斯（英語：Daniel Lyons，1958年3月8日—），美国男子赛艇运动员。他曾代表美国参加1983年泛美运动会赛艇比赛，获得一枚金牌。他也曾参加1988年夏季奥林匹克运动会。